# 麻田有希
麻田 有希（あさだ ゆき、1989年5月10日 - ）は、日本の元AV女優。
出身地：東京都。身長：155cm 、スリーサイズ：B84・W58・H84 、Dカップ-65。

## 略歴
2009年1月「初花-hatsuhana-」でKUKIよりAVデビュー。姫ギャル雑誌「Betty」などファッション誌でも活躍していた。

## 人物
- 趣味：ショッピング
- 特技：ボディボード

## 出演

### アダルトビデオ
2009年
- 初花-hatsuhana- （2009年1月9日 KUKI）
- 2nd Virgin （2009年2月13日 KUKI）
- アメスク スーパー女子校生 （2009年3月13日 KUKI）
- ギャル社長 （2009年4月10日 KUKI）
- 恋人映像 （2009年5月8日 KUKI）
- FIRST IDEAPOCKET 5 （2009年6月1日 アイデアポケット）
- 有希先生の誘惑授業 （2009年7月1日 アイデアポケット）
- DIGITAL CHANNEL DC61 （2009年8月1日 アイデアポケット）
- 美しいお姉さんの濃厚な接吻とSEX （2009年9月1日 アイデアポケット）
- MOODYZ SEX SPECIAL （2009年11月1日 MOODYZ）
- ギャル女教師童貞狩り （2009年12月1日 MOODYZ）

### テレビ
- 今夜もハッスル（サンテレビほか、2009年3月7日〜28日）-「ザ・淫タビュー」3月分